# Pandanus aquaticus
Espèce
Le Pandanus aquaticus est une espèce de plante arborescente, de la famille des Pandanacées, endémique de la région de Kimberley dans le nord de l'Australie, qui peut atteindre 6 mètres de hauteur. Il est appelé vacoa parasol comme 2 autres espèces : le Pandanus heterocarpus et le Pandanus hornei.